# Cơn sốt vàng California

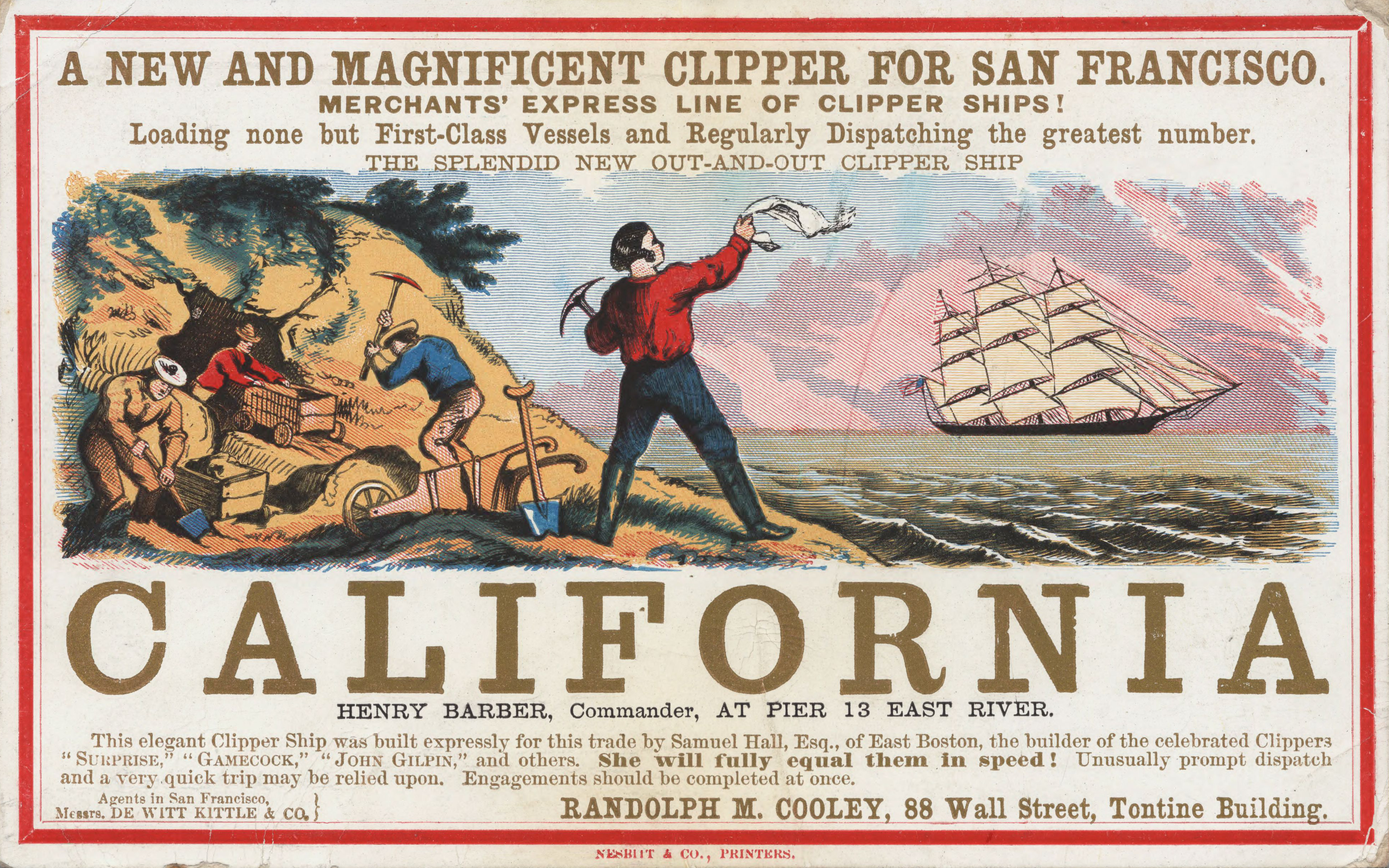
Du thuyền tới California vào lúc bắt đầu cơn sốt vàng California

Cơn sốt vàng California (tiếng Anh: California Gold Rush) 1848–1855 bắt đầu tháng 1 năm 1848, khi James W. Marshall phát hiện vàng ở Sutter's Mill, Coloma, California. Thông tin về việc tìm vàng đầu tiên từ những người ở Oregon, Sandwich Islands (Hawaii), và Mỹ Latin, họ là những người đầu tiên đổ xô đến bang Calofornia vào cuối năm 1848. Khi tin này lan ra, khoảng 300.000 người đã đến California từ khắp nơi trên nước Mỹ và từ nước ngoài. Trong số đó, khoảng phân nửa là đến bằng đường biển và phân nửa từ đồng bằng California Trail và đường thủy sông Gila.
Những người tìm vàng đầu tiên được gọi là "forty-niners", dân 49, đến California bằng thuyền buồm và bằng xe có mui che (covered wagons) xuyên lục địa, thường phải trải qua nhiều gian khổ trên đường đi. Trong khi phần lớn dân mới đến là người Mỹ, cơn sốt vàng cũng thu hút hàng ngàn người từ Mỹ Latin, châu Âu, châu Úc và châu Á. Ban đầu, những người tìm kiếm đãi vàng từ các con suối và lòng sông với các kỹ thuật đơn giản, như đãi, và sau đó phát triển các phương pháp chiết vàng tinh vi hơn mà sau này được cả thế giới áp dụng. Vàng có giá trị hàng tỷ dollar Mỹ theo thời giá hiện nay đã được khai thác, dẫn đến sự giàu có đối với một số người, nhưng không ít người phải quay về quê cũ với vỏn vẹn một chút vàng nhiều hơn so với lúc khởi đầu.
Hiệu ứng cơn sốt vàng California khá lớn. San Francisco phát triển từ một ngôi làng lều trại thành một thị trấn bùng nổ (boomtown), với đường sá, nhà thờ, trường học và các thị trấn khác mọc lên. Một hệ thống luật lệ và chính quyền được tạo ra, dẫn đến việc năm 1850 California gia nhập  làm một bang của Hoa Kỳ. Các phương thức vận tải phát triển mạnh khi tàu hơi nước được đưa vào hoạt động thường xuyên, đường sắt đã được xây dựng. Công việc kinh doanh nông nghiệp, lĩnh vực tăng trưởng chính của California đã được bắt đầu trên quy mô rộng khắp bang. Tuy nhiên, Cơn sốt vàng California cũng gây ra ảnh hưởng tiêu cực: thổ dân Mỹ bị tấn công và bị đẩy ra khỏi vùng đất cha ông của mình và việc khai thác vàng gây ra tổn hại môi trường. Ước tính có khoảng 100.000 người da đỏ ở California chết trong khoảng 1848 - 1868, và khoảng 4.500 trong số đó là bị giết hai .

## Lịch sử

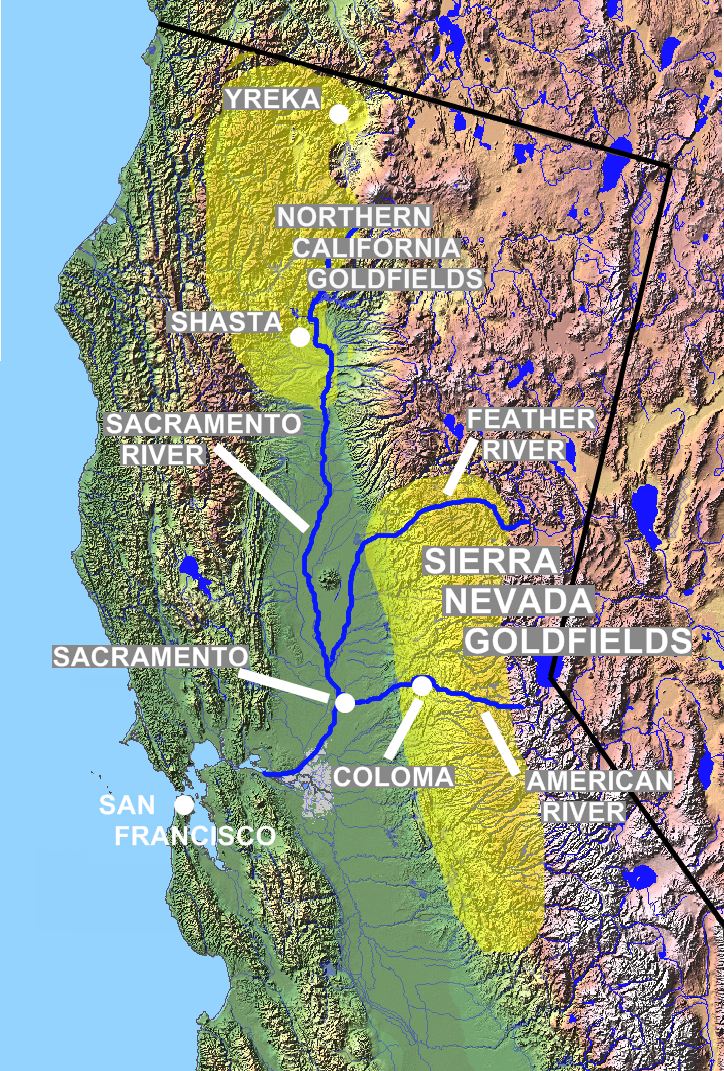
Bãi vàng (màu vàng) ở Sierra Nevada và bắc California

Cơn sốt vàng California bắt đầu ở Sutter's Mill, gần Coloma. Ngày 24 tháng 1 năm 1848, John Marshall, một quản đốc làm việc cho Sacramento pioneer John Sutter, đã tìm thấy ánh kim loại trong một bánh xe nước của nhà máy gỗ Marshall trên sông America. Marshall đã mang mẫu mà ông tìm thấy đến cho John Sutter, và cả hai đã kiểm nghiệm mẫu kim loại. Kết quả kiểm tra cho thấy đó là vàng, Sutter bày tỏ sự thất vọng rằng ông muốn giữ kín tin tức ấy vì ông sợ những điều không hay có thể xảy ra đối với kế hoạch của ông về một viễn cảnh nông nghiệp nếu người ta lật tung vùng đất này để tìm vàng. Tuy nhiên, các tin này sớm phát tán rộng rãi và được nhà xuất bản báo San Francisco và Samuel Brannan xác nhận chính thức là có thật vào tháng 3 năm 1848. Câu nói nổi tiếng nhất về Cơn sốt vàng California là của Brannan; sau đó ông xây dựng nhanh chóng một cửa hàng bán các vật tư phục vụ cho tìm kiếm vàng, Brannan rảo quanh các đường phố San Francisco, cầm trên tay một hũ vàng và hô to "Gold! Gold! Gold from the American River!"
Vào lúc vàng được phát hiện, California là một phần lãnh thổ México của Alta California, được nhượng lại cho Hoa Kỳ sau khi kết thúc chiến tranh Mexico-Hoa Kỳ bởi Hòa ước Guadalupe Hidalgo ngày 2 tháng 2 năm 1848.
Ngày 19 tháng 8 năm 1848, New York Herald là tờ báo lớn đầu tiên ở bờ đông thông báo về việc phát hiện ra vàng. Ngày 5 tháng 12 năm 1848, Tổng thống James Polk xác nhận việc phát hiện ra vàng này đến Quốc hội Hoa Kỳ. Không lâu sau đó, các làn sóng di dân từ khắp thế giới, mà sau này gọi là "forty-niners", đến Gold Country of California hay "Mother Lode". Đúng như lo sợ của Sutter, ông ta đã phá sản; các công nhân của ông bỏ việc để đi tìm vàng, và những người chiếm đất đã lấy đất của ông và ăn cắp mùa màng và gia súc của ông.
San Francisco từng là một khu định cư nhỏ trước khi cơn sốt tìm vàng bắt đầu. Khi người dân đã học được cách tìm vàng, nó là nơi đầu tiên trở thành thị trấn ma do tàu và việc kinh doanh bị bỏ hoang, nhưng không lâu sau lại bùng phát khi những người mới di cư đến. Dân số của San Francisco bùng nổ từ khoảng 1.000 năm 1848 đến 25.000 người năm 1850. Thợ mỏ sống trong các lều, wood shanties, hoặc boong cabin tháo dỡ từ tàu bỏ hoang. Bất cứ nơi nào vàng được phát hiện, hàng trăm thợ mỏ có thể hợp tác để xây một trại và đặt cọc tuyên bố của họ. Với các tên gọi như Rough và Ready và Hangtown (Placerville, California), mỗi trại thường sở hữu một saloon riêng và sòng bạc.
Như những gì đã từng được xem là "cơn sốt vàng bậc nhất thế giới", không có một cách dễ dàng nào để đến California; forty-niners phải đối mặt với những khó khăn và thậm thí là cái chết trên đường đi. Đầu tiên, hầu hết Argonaut họ đi bằng đường biển. Từ bờ biển đông, các tàu buồm đi vòng qua mũi Nam Mỹ phải mất từ 5 đến 8 tháng, và trải qua 33.000 km (18.000 dặm). Một cách khác là đi tàu buồm qua phía Đại Tây Dương của Isthmus of Panama, dùng canoe và bằng la mất một tuần qua rừng rậm, và sau đó đến bờ Thái Bình Dương, chờ tàu buồm để đến San Francisco. Cũng có một tuyến đường khác qua Mexico bắt đầu từ Veracruz. Nhiều người tìm vàng sử dụng các tuyến đường trên bộ trên khắp nước Mỹ, đặc biệt là dọc theo California Trail. Các tuyến đường như thế này có những hiểm họa chết người như sốt thương hàn và dịch tả.
Để đảm bảo việc vận chuyển những người đến đây, các tàu chở hàng hóa từ khắp thế giới cũng đến San Francisco. Thuyền trưởng các tàu này đã nhận thấy rằng thủy thủ của họ cũng có tham vọng tìm vàng. Các cảng của San Francisco trở thành "rừng buồm", khi hàng trăm tàu bè bị bỏ phế. Giới kinh doanh San Francisco biến các tàu bỏ phế thành nhà kho, cửa hàng, quán rượu và khách sạn và một nhà tù. Nhiều tàu trong số đó sau này bị phá hủy và được sử dụng cho san lấp để có đất xây dựng ở boomtown.

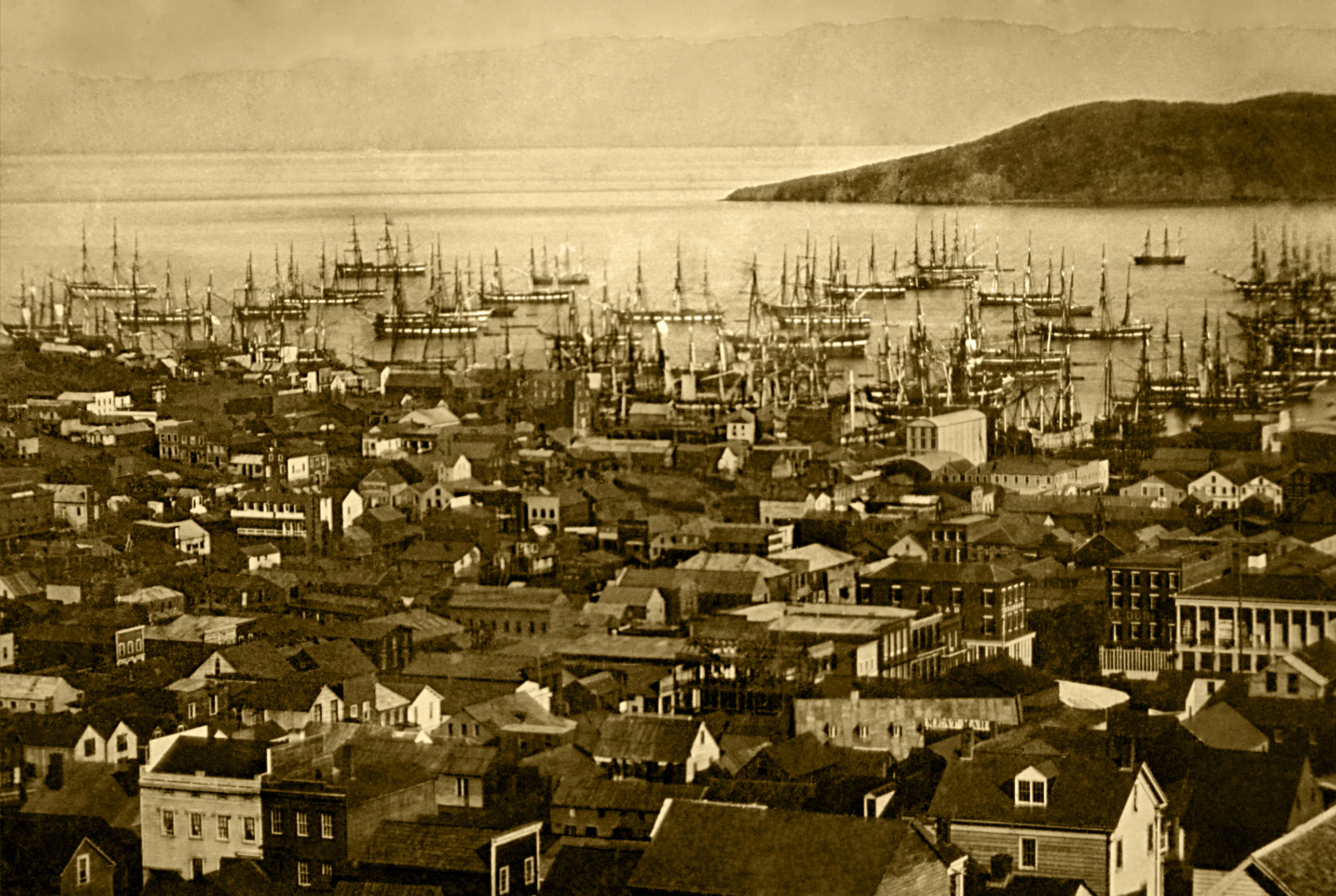
Tàu neo đầy cảng San Francisco, 1850-1851

Trong vòng vài năm, cũng có một số lượng lớn người thăm dò đi về phía bắc của Bắc California, đặc biệt là các quận Siskiyou, Shasta và Trinity ngày nay. Việc phát hiện ra vàng cốm tại vị trí mà ngày nay là Yreka năm 1851 đã khiến hàng ngàn người tìm vàng đến đây bằng Siskiyou Trail và trên khắp các quận phía bắc của California. Những người định cư ở khu vực tìm vàng như Portuguese Flat trên sông Sacramento, bắt đầu xuất hiện và sau đó thì giảm dần. Thị trấn của thời kỳ Cơn sốt vàng của Weaverville ven sông Trinity River ngày nay vẫn còn chùa Đạo giáo cổ nhất ở California, một biểu tượng của các thợ mỏ Trung Quốc đã đến đây. Trong khi không có nhiều các thị trấn ma trong thời kỳ Cơn sốt vàng vẫn còn tồn tại, phần còn lại của thị trần từng nhộn nhịp Shasta đã được bảo tồn trong Công viên lịch sử bang California ở miền bắc California.
Vàng cũng được tìm thấy ở Nam California nhưng có quy mô nhỏ hơn. Vàng được phát hiện đầu tiên ở Rancho San Francisco ở phía bắc của dãy núi thuộc Los Angeles, năm 1842, trước phát hiện của Marshall 6 năm, trong khi California vẫn còn là một phần của Mexico. Tuy nhiên, các mỏ đầu tiên này, và sau các mỏ được phát hiện sau đó ở các dãy núi thuộc Nam California được thông báo rằng có ít giá trị kinh tế.
Đến năm 1850, hầu hết loại vàng ở những nơi dễ thu hồi đã được khai thác, và người ta chuyển hướng đến những nơi khó khăn hơn. Khi độ khó tăng cao, người Mỹ bắt đầu đuổi những người nước ngoài ra khỏi những nơi dễ khai thác còn lại. Một đạo luật bang California mới được thông qua theo đó các thợ mỏ người nước ngoài phải đóng thuế 20 đô la mỗi tháng (700 USD mỗi tháng theo giá trị năm 2025), và những người tìm kiếm thăm dò người Mỹ bắt đầu tổ chức tấn công người nước ngoài, đặc biệt là Mỹ Latin và Trung Quốc. Thêm vào đó, một lượng lớn những người mới đến đã đuổi những người Mỹ bản địa ra khỏi khu vực săn bắn, đánh bắt cá và hái lượm truyền thống của họ. Để bảo vệ nhà cửa và sinh kế, một số người Mỹ bản địa tấn công lại những người thợ mỏ. Chính điều này đã tạo nên các cuộc tấn công vào các làng của người Mỹ bản địa, ngoài một số bị bắn còn bị tàn sát. Những người thoát khỏi cuộc tàn sát nhiều lần không thể sống sót vì không có khu vực hái lượm thức ăn và họ chết vì đói. Nhà văn và cũng là nhà viết tiểu thuyết Joaquin Miller đã miêu tả một cách sinh động các cuộc tấn công như thế này trong quyển bán tự truyện của ông, Life Amongst the Modocs.

## Dân 49

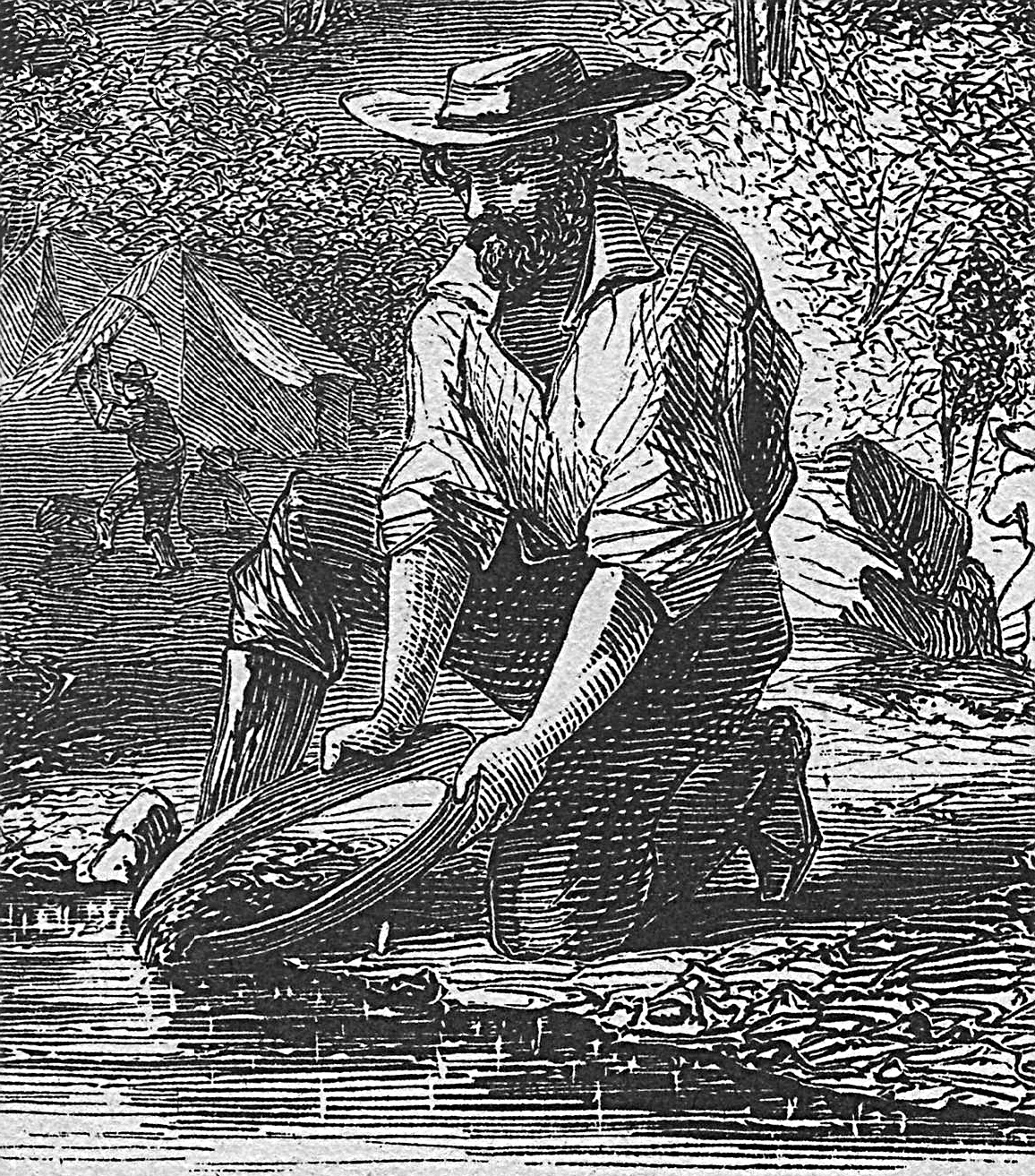
Đãi vàng trên sông Mokelumne

Người đầu tiên đến các vùng vỉa vàng vào đầu xuân năm 1848 là những cư dân của California, là những người Mỹ và châu Âu làm nghề nông sống ở Bắc California, cùng với những người Mỹ bản địa và một số người Californio (người California nói tiếng Tây Ban Nha). Những người thợ mỏ đầu tiên này có khuynh hướng thân thiện với mọi người, thường giúp đỡ lẫn nhau. Phụ nữ và trẻ em của các sắc tộc thường thấy đãi vàng cùng với nam giới. Các gia đình kinh doanh xây các nhà trọ _thường chỉ dành cho nam giới; trong những trường hợp này, phụ nữ thường có thu nhập ổn định trong khi chồng họ thì đi tìm vàng.
Thông điệp "Cơn sốt vàng" ban đầu được truyền bá rất chậm. Những người đi tìm vàng đầu tiên nhất là những người sống gần California hoặc những người nghe tin được từ các tàu trên các chuyến hàng hải nhanh từ California. Một nhóm lớn người Mỹ đầu tiên đã đến California từ vùng Oregon bằng Siskiyou Trail. Sau đó là những người đến từ quần đảo Sandwich, và hàng ngàn người Mỹ Latin như từ México, Peru và tận Chile, bằng tàu và đường bộ. Đến cuối năm 1848, 6.000 người đã đến California. Chỉ một số ít (dưới 500 người) đã đi đường bộ Hoa Kỳ vào năm đó. Một vài người "dân 49", là những người tìm kiếm vàng đầu tiên được gọi như thế, vì họ có thể kiếm được một lượng lớn vàng; trong một số trường hợp họ có thể kiếm được hàng ngàn đô la mỗi ngày. Thậm chí những người tìm vàng thông thường có thể có thu nhập bằng vàng trung bình gấp 10 đến 15 lần so với thu nhập thuần lao động chân tay ở bờ biển Đông Hoa Kỳ. Một người làm việc sáu tháng trong mỏ vàng có thể có thu nhập tương đương 6 năm khi làm việc ở nhà. Một số người hy vọng rằng có thể giàu lên nhanh chóng và trở về nhà, và một số khác mong muốn ở lại California để bắt đầu sự nghiệp kinh doanh.
Vào đầu năm 1849, "Cơn sốt vàng" đã lan rộng khắp thế giới, và số lượng người đi tìm vàng và nhiều nhất là thương nhân đến từ khắp các châu lục trên thế giới. Nhóm lớn nhất là "dân 49" (năm 1849) là những người Mỹ. khoảng 10.000 người đã đến đây bằng đường bộ và dọc theo các tuyến đường thủy khác nhau (tên gọi "forty-niner" bắt đầu xuất hiện từ năm 1849). Một số đến từ Bờ Đông đã băng qua dãy núi Appalachian, sử dụng tàu đi sông ở Pennsylvania, đi keelboats trên sông Missouri, và sau đó bằng tàu chở hàng dọc theo California Trail. Những người khác đi bằng đường qua eo đất Panama và tàu hơi nước của Pacific Mail Steamship Company. Những người Úc và những người Tân Tây Lan (New Zealand) thì nhận được tin tức từ các tàu chở những nhà báo người Hawai, và hàng ngàn người bị "nhiễm cơn sốt vàng" đã đón tàu đi California. Những người "forty-niners" đến từ châu Mỹ Latin, một số từ những mỏ của Mexico gần Sonora. Những người tìm vàng và thương nhân từ châu Á, chủ yếu là Trung Quốc, cũng bắt đầu đến năm 1849, số lượng người đầu tiên đến Kim Sơn (Gum San, theo cách gọi của người Trung Quốc chỉ California - tức "Núi Vàng") rất khiêm tốn. Những người châu Âu đầu tiên là những người chịu ảnh hưởng từ cuộc cách mạng năm 1848 và họ phải vượt qua quảng đường dài hơn để đến California vào cuối năm 1849, chủ yếu là từ Pháp, một số người Đức, Ý, và Anh. Hầu hết họ đến bằng đường biển ở các vùng ven biển.

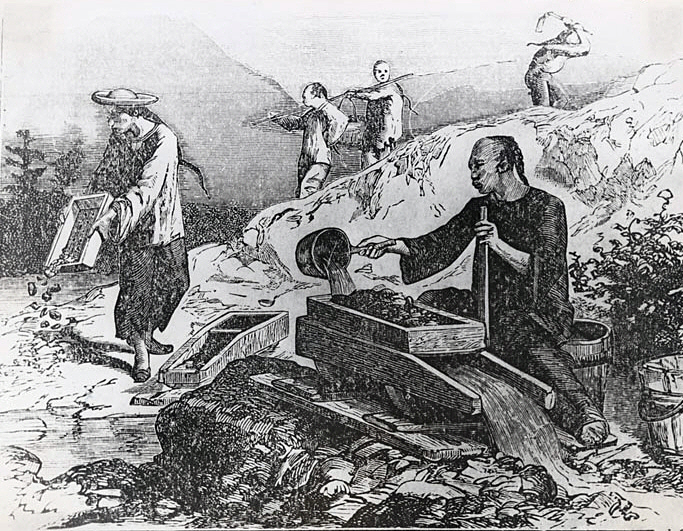
Những người thợ đào vàng Trung Quốc ở California

Ước tính có khoảng 90.000 người đã đến California năm 1849—nửa trong số họ đến bằng đường bộ và nửa bằng đường thủy. Trong số đó, có khoảng 50.000 đến 60.000 là người Mỹ, số còn lại đến từ các quốc gia khác. Đến năm 1855, ít nhất là 300.000 bao gồm người tìm vàng, thương nhân và những người di cư khác đã đến California từ khắp nơi trên thế giới. Nhóm lớn nhất vẫn là người Mỹ, nhưng có khoảng hàng chục ngàn là người Mexico, Trung Quốc, Anh, Úc Pháp, và Mỹ Latin, cùng với một số nhóm nhỏ hơn gồm các thợ mỏ là người Filipin, Basque và Turk. Những người từ các ngôi làng nhỏ ở các đồi gần Genova, Ý nằm trong nhóm những người định cư lâu dài ở chân đồi Sierra; họ mang theo những kỹ năng nông nghiệp truyền thống và phát triển chúng để sống sót qua các mùa đông lạnh giá. Một số ít thợ mỏ là người gốc Phi (khoảng ít hơn 4.000) đã đến từ miền nam Hoa Kỳ, Caribe và Brazil.
Số lượng đáng kể nhất là người di cư từ Trung Quốc. Hàng ngàn người Trung Quốc đã đến California vào các năm 1849-1850, và năm 1852 có hơn 20.000 đã đến San Francisco. Trang phục đặc trưng và vẻ bề ngoài của họ rất dễ nhận ra trong các mỏ vàng, và tạo ra một mức độ tâm lý thù địch đối với người Trung Quốc.
Cũng có mặt những người phụ nữ trong "Cơn sốt vàng", và họ có nhiều vai trò khác nhau như mại dâm, kinh doanh nhỏ lẻ, người đã kết hôn, phụ nữ nghèo và giàu. Họ thuộc nhiều nhóm sắc tộc khác nhau như Anglo-American, Hispanic, người da đỏ, châu Âu, Trung Quốc, và Jewish. Có nhiều lý do khiến họ đến đây như: đi cùng chồng, không muốn bị tụt hậu là cách bảo vệ họ, chồng họ gởi họ đến, và một số khác (độc thân và quả phụ) xem như là cơ hội kiếm tiền và phiêu lưu. Trên đường mòn nhiều người đã chết do tai nạn, dịch tả, sốt, và các nguyên nhân khác, và một số phụ nữ trở thành quả phụ trước khi đến được California. Trong lúc ở California, phụ nữ trở thành quả phụ là chuyện thường tình do các tai nạn mỏ, bệnh dịch, hoặc tranh chấp trong khai thác của chồng họ. Cuộc sống trong khu vực mỏ vàng tạo cho phụ nữ cơ hội để bứt phá hay phá bỏ những công việc bình thường của họ.

## Quyền khai thác hợp pháp
Khi "Cơn sốt vàng" bắt đầu, California không có bất kỳ một luật lệ nào cả. Vào ngày mà vàng được phát hiện tại Sutter's Mill, California vẫn còn là một phần của Mexico mặc dù quân đội Hoa Kỳ chiếm đóng theo sau chiến tranh Mexico–Hoa Kỳ. Theo hòa ước chấm dứt chiến tranh ký giữa hai bên ngày 2 tháng 2 năm 1848, California trở thành sở hữu của Hoa Kỳ, nhưng nó chưa trở thành lãnh thổ chính thức và không phải là một bang của Hoa Kỳ cho đến ngày 9 tháng 9 năm 1850. California trở thành một vùng thuộc sự kiểm soát của quân đội, và không có cơ quan tư pháp, hành pháp hoặc lập pháp dân sự nào trong toàn khu vực này. Người dân địa phương hoạt động trong tình trạng chuyển giao hỗn độn và chồng chéo giữa các luật lệ Mexico, Hoa Kỳ và mệnh lệnh cá nhân.
Theo hiệp ước kết thúc chiến tranh Mexico-Hoa Kỳ, Hoa Kỳ được nhượng lại phần đất của Mexico, trong khi hầu như tất cả các mỏ vàng đều nằm ngoài phần chuyển nhượng này. Thay vào đó, các mỏ vàng về cơ bản thuộc "public land", tức là phần đất được chính phủ Hoa Kỳ sở hữu chính thức. Tuy nhiên, không có bất kỳ luật lệ nào ở đây, và cũng không có các cơ chế thực thi thực tế.

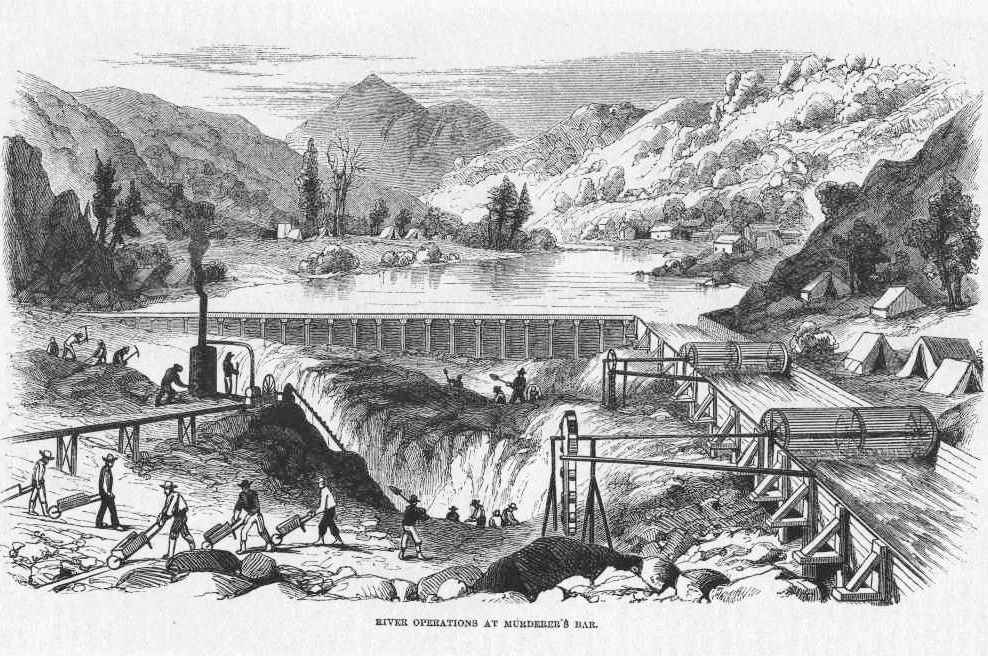
Những người đào vàng đào lòng sông sau khi nước được chuyển qua theo một cống dọc theo sông.

Lợi nhuận mà những người 49 thu được từ vàng chỉ đơn giảm là "thích thì lấy". Lúc bắt đầu khai thác ở các mỏ vàng, không có bất kỳ sở hữu tư nhân nào cả, không có lệ phí cấp phép, và cũng không có thuế. Những người đào vàng gần như sử dụng luật khai thác mỏ của Mexico vẫn còn tồn tại ở California. Ví dụ, các quy định nhằm cân bằng các quyền của người đến khu mỏ trước và người đến sau; việc tuyên bố sở hữu có thể là một người tìm được, nhưng tuyên bố đó chỉ hợp lệ trong khoảng thời gian mà có hoạt động tìm kiếm hay khai thác một cách liên tục. Những người đào vàng làm việc tại nơi họ tuyên bố sở hữu đủ lâu dài để xác định tiềm năng của nơi đó. Nếu việc tuyên bố được xác định là có giá trị thấp đối với hầu hết thợ mỏ đã từng làm việc thì nơi đó có thể bị bỏ phế để tìm kiếm nơi tốt hơn. Trong trường hợp bỏ hoang hoặc không có ai làm việc, những người thợ mỏ khác có thể nhảy vào để tuyên bố sở hữu vị trí đó. Tức là những người đến sau này bắt đầu làm việc tại vị trí mà họ mới tuyên bố sở hữu. Việc tranh chấp thỉnh thoảng cũng xảy ra theo kiểu xích mích cá nhân hoặc dữ dội, và đôi khi phải giải quyết qua một nhóm những người làm trọng tài. Điều này thường dẫn đến những căng thẳng sắc tộc gay gắt . Ở một vài nơi dòng người tìm kiếm có thể yêu cầu giảm diện tích tuyên bố hiện hữu chỉ đơn giản bằng cách gây sức ép.

## Phát triển kỹ thuật thu hồi vàng
Do vàng ở California nằm trong các lớp cuội nên có hàm lượng rất cao, do đó các forty-niner thế hệ trước chỉ việc đãi lấy vàng từ các sông và suối ở California. Tuy nhiên, việc đãi không thể thực hiện được ở quy mô lớn, các thợ mỏ cần cù và các nhóm thợ mỏ sử dụng thành thạo cá máng đãi có thể xử lý một lượng cuội lớn hơn. Vấn đề phức tạp nhất trong khai thác sa khoáng là phải đổi hướng dòng nước từ một con sông vào một kênh chạy dọc sông, và sau đó là đào lấy vàng khi đáy sông lộ ra. Các ước tính sau này của USGS cho thấy lượng và ở đây vào khoảng 12 triệu ounce (370 tấn) vàng đã được khai thác trong vòng 5 năm đầu của Cơn sốt vàng (trị giá hơn 16 tỉ USD theo giá tháng 12 năm 2010).

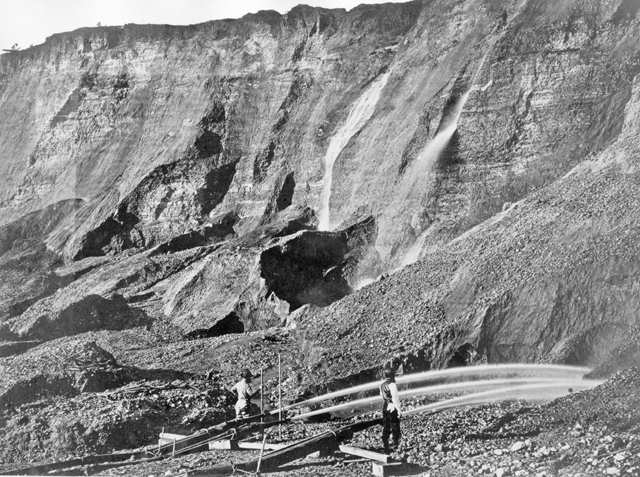
Những người khai thác vàng khai quật một khối vô tội vạ bằng vàng với những tia nước tại mỏ sa khoáng ở Dutch Flat, California vào khoảng giữa năm 1857 và 1870

Giai đoạn tiếp theo từ năm 1853, khai thác mỏ thủy lực đã được ứng dụng đối với các lớp cuội cổ chứa vàng trên các sười đồi và các vách dốc trong các vĩa vàng. Phương pháp khai thách thủy lực hiện đại được phát triển đầu tiên ở California là sử dụng vòi phun nước áp lực để phun vào lớp cuội chứa vàng. Cuội và vàng bị đánh tơi ra sau đó đi qua máng dẫn, vàng lắng đọng dưới đáy sẽ được thu hồi. Vào giữa thập niên 1880, người ta ước tính có khoảng 11 triệu ounce (340 t) vàng (trị giá khoảng 15 triệu US$ theo giá tháng 12 năm 2010) đã được thu hồi bằng phương pháp nước áp lực. Phương pháp này sau đó được phổ biến trên khắp thê giới. Một phương pháp thay thế "hydraulicking" và "coyoteing". Phương pháp này liên quan đến việc đào một hầm 6 đến 13 m vào trong đá gốc dọc theo bờ sông. Từ hầm chính này sẽ đào các hầm khác theo nhiều hướng để đến được thân mạch.
Các sản phẩm phụ của các phương pháp khai thác này là thải ra một lượng lớn cuội, bột, kim loại nặng, và các chất ô nhiễm khác dọc theo các sông và suối. Cho đến năm 2012, một số khu vực vẫn còn những dấu vết của việc sử dụng phương pháp khai thác mỏ thủy lực, vì cuội và đất lắng dọng không hỗ trợ cho sự sống của thực vật.

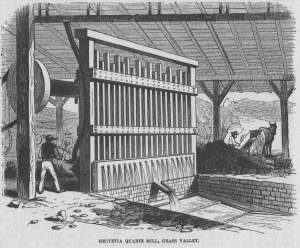
Nhà máy tem thạch anh ở Thung lũng cỏ nghiền nát thạch anh trước khi rửa sạch vàng

Sau khi cơn sốt vàng kết thúc, các hoạt động thu tận thu vẫn được tiếp tục. Giai đoạn cuối cùng để thu hồi vàng là những nơi mà vàng có thể đã bị rửa trôi và lắng đọng ở những đáy sông bằng phẳng và các đê cát của Thung lũng trung tâm California và những khu vực có vàng khác của California (như Scott Valley ở quận Siskiyou). Vào cuối thập niên 1890, công nghệ nạo vét (cũng được phát minh ở California) trở nên có hiệu quả kinh tế, và người ta ước tính đa thu hồi được hơn 20 triệu ounce (620 tấn) từ phương pháp này (trị giá khoảng 28 triệu USD theo giá tháng 12 năm 2010).
Trong suốt thời kỳ sốt vàng và các thập kỷ sau đó, những người đi tìm vàng cũng sử dụng phương pháp khai thác mỏ trong "đá cứng", đó là tách vàng trực tiếp từ đá chứa nó (đặc biệt là thạch anh), thường bằng cách đào và dùng chất nổ để bám theo và lấy đi thân quặng thạch anh chứa vàng. Vào năm 1851, kha thác mỏ thạch anh trở thành một ngành công nghiệp chính ở Coloma. Sau khi các đá chứa vàng được đưa lên bề mặt đất, chúng được nghiền nhỏ, và vàng ra được tách ra bằng nước, hoặc lọc ra, đặc biệt sử dụng arsen hoặc thủy ngân (cũng là một nguồn gây ô nhiễm môi trường).
Cuối cùng, khai thác mỏ đá cứng hay khai thác vàng trong đá gốc đã trở thành một nguồn cung cấp vàng lớn nhất ở Quận Vàng (Gold Country).

## Lợi nhuận

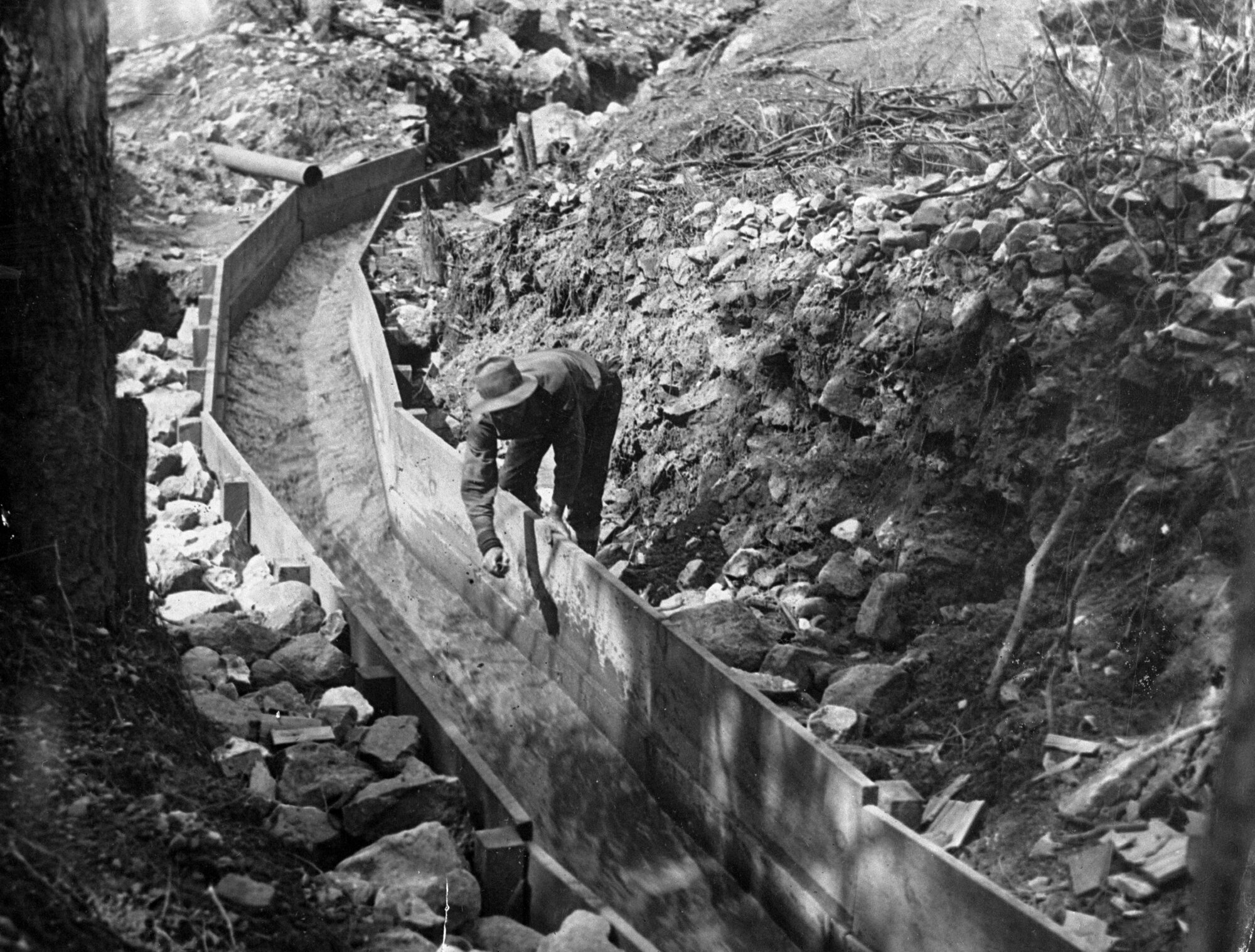
Một người đàn ông dựa vào một cái cống bằng gỗ. Đá xếp bên ngoài các tấm gỗ tạo ra cống

Một số nghiên cứu gần đây xác nhận rằng những người bán hàng kiếm tiền nhiều hơn những người đào mỏ trong suốt thời gian Cơn sốt vàng. Người đàn ông giàu nhất California vào những năm đầu của Cơn sốt vàng là Samuel Brannan, ông làm nghề tự quảng bá, bán hàng và nhà xuất bản báo. Brannan mở các cửa hàng đầu tiên ở Sacramento, Coloma, và các cửa hàng khác trong các khu mỏ. Khi Gold Rush vừa bắt đầu, ông đã mua tất cả các vật dụng phục vụ tìm kiếm ở San Francisco và bán lại chúng với mức lời đáng kể. Tuy nhiên, một lượng tiền đáng kể cũng được tạo ra từ những người đi tìm vàng. Ví dụ, trong vòng một vài tháng, một nhóm tìm kiếm làm việc trên sông Feather năm 1848, có thể kiếm được tổng lượng vàng có giá trị hơn 3 triệu USD theo giá năm 2010.
Trung bình, một nửa những người tìm vàng kiếm được lợi nhuận khiêm tốn sau khi đã trừ tất cả chi phí. Tuy nhiên, hầu hết đặc biệt là những người đến sau, kiếm được ít. Tương tự như thế, một số thương gia kém may mắn, các khu định cư của họ bị thiêu rụi trong các trận cháy quét qua các thị trấn. Ngược lại, các thương gia đã thành công như Levi Strauss, người bán denim đầu tiên trên khắp San Francisco năm 1853. Các thương gia khác, từ mai mắn và làm việc cật lực, đã gặt hái được những thành quả xứng đáng trong việc bán lẻ, vận chuyển, giải trí, cho thuê chỗ ở, hoặc vận tải. Boardinghouses, cung cấp thức ăn, may vá, và gặt ủi là những việc kinh doanh có lợi nhuận cao thường do phụ nữ vận hành (người lập gia đình, độc thân và hóa), họ nhận thấy rằng đàn ông có thể trả nhiều tiền cho các dịch vụ do phụ nữ thực hiện. Các nhà thổ cũng mang lại lợi nhuận lớn, đặc biệt kết hợp với các quán rượu và nhà đánh bạc.
Đến năm 1855, tình hình kinh tế đã thay đổi đáng kể. Vàng có thể sinh lợi từ các mỏ vàng chỉ từ các nhóm thợ mỏ trung bình đến lớn, hoặc các đối tác hoặc người làm thuê. Đến giữa thập niên 1850, tiền chỉ từ các chủ của các công ty khai thác vàng. Bên cạnh đó, dân số và kinh tế của California trở nên lớn mạnh và đa dạng đủ để tiền có thể tham gia vào nhiều ngành nghề kinh doanh thông thường.

### Đường đi của vàng

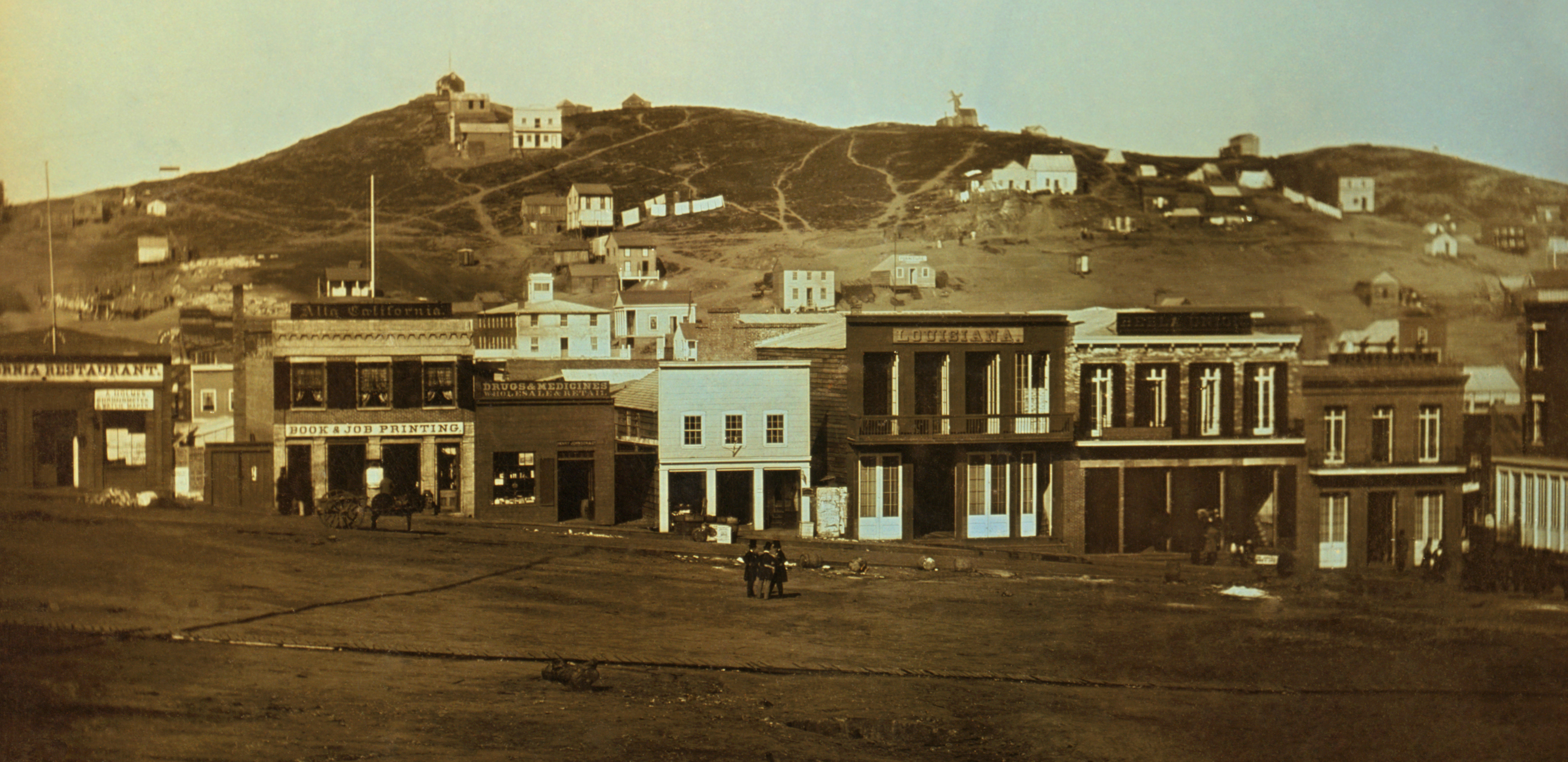
Quảng trường Portsmouth, San Francisco, 1851

Sau khi được khai thác, vàng có nhiều con đường được tiêu thụ khác nhau. Thứ nhất, hầu hết vàng được dùng để chi trả tại chỗ cho thực phẩm, tiêu dùng và chỗ ở của các thợ mỏ. Nó cũng có thể chi trả cho giải trí như đến nhà hát, quán rượu, đánh bạc và mại dâm. Các giao dịch này thường sử dụng vàng vừa khai thác được với sự cân nhắc cẩn thận. Những người buôn bán và cung cấp dịch vụ sau đó lại dùng vàng này để trả cho việc mua hàng từ các thuyền trưởng hoặc những người chở hàng hóa đến California. Vàng sau đó rời khỏi California ra nước ngoài theo các con tàu hoặc la để đến tay của những người sản xuất hàng hóa trên khắp thế giới. Con đường thứ hai là Argonauts (người tìm vàng), họ kiếm được một lượng vàng vừa đủ để gởi về nhà hoặc họ mang vàng về nhà sau thời gian đào đãi cực nhọc. Ví dụ, một ước tính rằng có khoảng một lượng vàng ở Califorina trị giá 80  triệu USD đã gởi đến Pháp từ những người đi tìm vàng và kinh doanh người Pháp. Trong quá trình diễn tiến của Cơn sốt vàng, các ngân hàng địa phương và những người kinh doanh vàng phát hành "tiền giấy" hoặc "hối phiếu" được chấp nhận trong giao dịch địa phương để đổi lấy vàng, và các cơ sở đúc tiền tư nhân đúc ra các đồng vàng cho họ. Vời việc xây dựng Sở đúc tiền San Francisco năm 1854, vàng thỏi được chuyển thành các đồng vàng lưu hành chính thức của Hoa Kỳ. Vàng sau đó cũng được gởi từ các ngân hàng California đến các ngân hàng quốc gia Hoa Kỳ để đổi thành tiền giấy quốc gia phục vụ cho sự bùng nổ kinh tế của California.

## Ảnh hưởng ngắn hạn

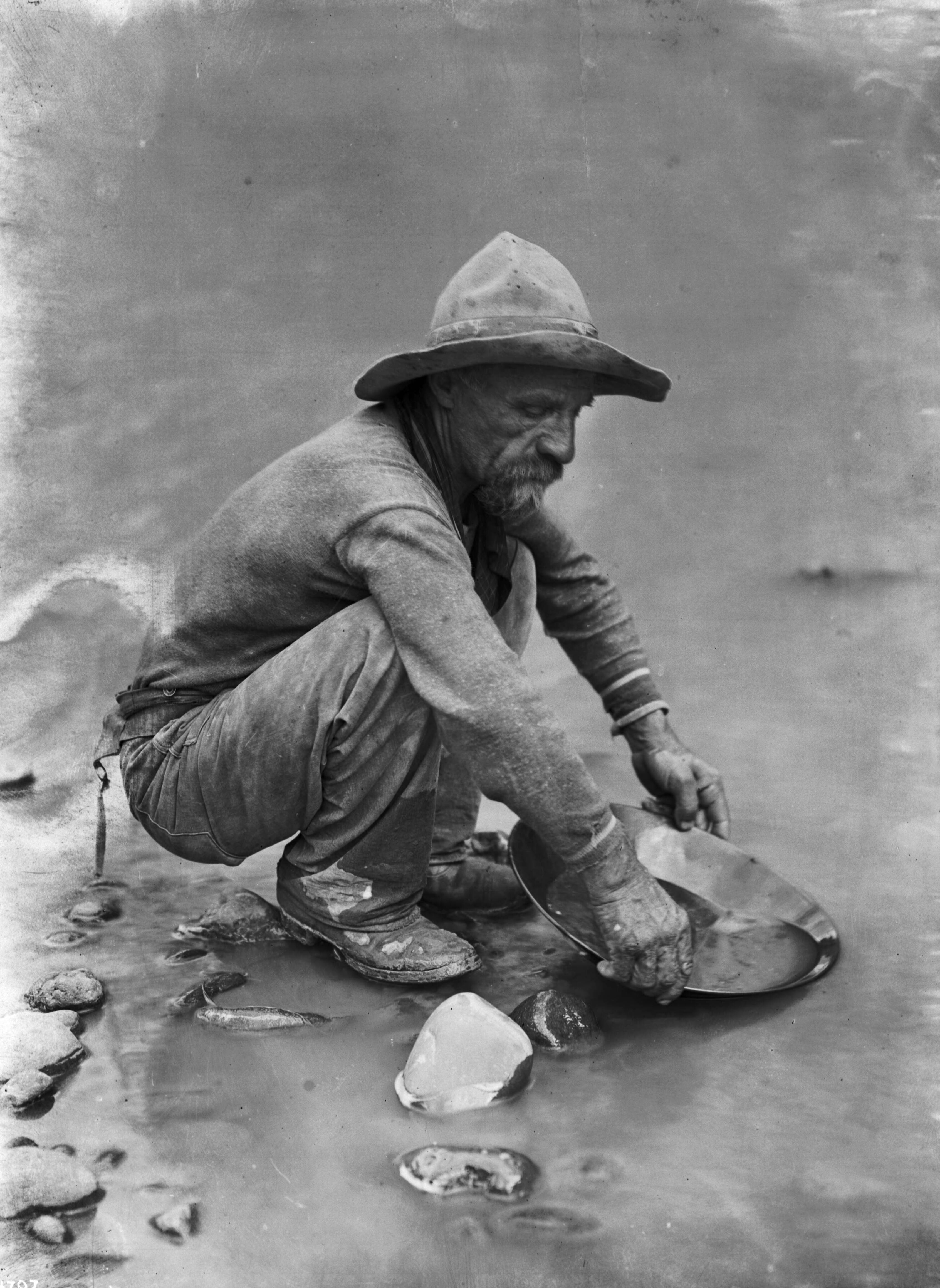
forty-niner cùng máng đãi vàng bên bờ sông American.

Hàng trăm ngàn người mới đến so với dân số khoảng 15.000  người châu Âu và người California bản địa (được gọi là Californios) ở đó, đã có nhiều ảnh hưởng lớn.

### Phát triển về chính quyền và thương mại
Cơn sốt vàng đã đánh thức California từ một vùng đất đang ngủ yên, ít được biết đến trở thành một trong tâm di cư toàn cầu và là đích đến của hàng trăm ngàn người dân. Những người nhập cư mới thường thể hiện sự sáng tạo và thích nghi đáng chú ý. Ví dụ, trong giai đoạn giữa của Cơn sốt vàng, thị xã, và thành phố được chartered, một quy ước mang tính hiến pháp đã được đưa ra, hiến pháp bang được đưa ra, tổ chức các cuộc bầu cử, và cử đại diện đến Washington, D.C. để thương lược về việc chấp nhận California là một tiểu bang của Hoa Kỳ. Hoạt động nông nghiệp quy mô lớn (được xem là "Cơn sốt vàng" lần thứ hai của California) cũnng bắt đầu trong suốt thời gian này. Đường sá, trường học, nhà thờ, và các tổ chức dân sự nhanh chóng được thành lập. Phần lớn dân nhập cư là người châu Mỹ. Áp lực đến phát triển về thông tin liên lạc và các liên kết chính trị tốt hơn đến những nơi khác của Hoa Kỳ đã dẫn đến sự thành lập tiểu bang California ngày 9 tháng 9 năm 1850, là bang thứ 31 của Hoa Kỳ như nêu trong Compromise of 1850.
Trong khoảng năm 1847-1870, dân số San Francisco đã tăng từ 500 lên 150.000. Sự giàu có của Cơn sốt vàng và sự tăng dân số đã dẫn đến sự phát triển giao thống đáng kể giữa California và bờ biển Đông Hoa Kỳ. Đường sắt Panama, bắt qua eo đất Isthmus, đã hoàn thành năm 1855. Các tàu hơi nước, bao gồm những tàu do Pacific Mail Steamship Company sở hữu, đã bắt đầu phục vụ thường xuyên từ San Francisco đến Panama, nhờ đó hành khách, hàng hóa và thư từ có thể vận chuyển bằng tàu (tàu lửa) qua Isthmus và đón các tàu hơi nước để đến bờ biển Đông Hoa Kỳ. Một cuộc hành trình bất hạnh đó tà S.S. Central America, đã kết thúc trong thảm họa khi chuyến tàu này bị chìm trong bão ở ngoài khơi bờ biển Carolinas năm 1857, làm mất khoảng 3 tấn vàng của California.

### Tác động tiêu cực

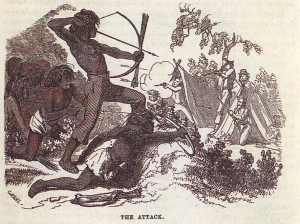
Người Mỹ bản địa tấn công nơi định cư của thợ mỏ

Cái giá phải trả về con người và môi trường của Cơn sốt vàng là rất lớn. Các thổ dân châu Mỹ, phụ thuộc nhiều vào săn bắn, hái lượm và nông nghiệp, đã trở thành những nạn nhân bị đói khi mà cuội sỏi, bùn, và các chất độc hóa học từ hoạt động thăm dò đã giết các loài cá và phá hủy môi trường sống. Sự biến động về số người khai thác mỏ cũng gây ra sự biến mất của các loài thú săn mồi và những loài đi tìm thức ăn trong khu vực khi các láng trại và các khu định cư khác được xây dựng trong những nơi này. Sau đó là việc mở rộng canh tác nông trại để đảm bảo nguồn cung cấp lương thực cho các láng trại, điều này đã chiếm nhiều đất mà những người bản địa đã sử dụng. Nạn đói thường thúc giục những bộ tộc bản địa ăn cắp thức ăn hoặc dùng bạo lực để giành thực phẩm và gia súc từ những thợ mỏ, làm dấy lên sự thù địch và trả thù của những người thợ mỏ đối với dân bản địa.
Những người bản địa cũng mắc phải nhiều bệnh du nhập vào như đậu mùa, cúm và sởi. Một vài ước tính chỉ ra rằng có khoảng 80–90% dân số người Mỹ bản địa tử vong trong suốt thời kỳ diễn ra dịch đậu mùa.
Đạo luật The Act for the Government and Protection of Indians, được thông qua ngày 22 tháng 4 năm 1850 bởi California Legislature, cho phép những người định cư bắt giữ người Californio và sử dụng người bản địa làm lao động. Nó cũng là cơ sở cho việc bắt giữ nô lệ và buôn bán lao động là người Mỹ bản địa, đặc biệt đối với phụ nữ và trẻ em, được xúc tiến như một ngành kinh doanh hợp pháp. Các làng của người Mỹ bản địa thường xuyên bị bố ráp để cung ứng nhu cầu, và phụ nữ trẻ và trẻ em được mang đi bán, trong khi đó đàn ông và những người còn lại thường bị giết. Theo chính quyền California, có khoảng 4.500 người Mỹ bản địa bị chết do bạo lực trong khoảng 1849 và 1870.
Cơn sốt vàng trở thành một "Triều đại khủng bố" ảo chống lại các bộ lạc trong hoặc xung quanh khu vực khai thác mỏ. Sau các xung đột khác nhau, dân số người Mỹ bản địa ở California năm 1845 khoảng 150.000 đã giảm xuống dưới 30.000 năm 1870. (Dân số người Mỹ bản địa trước khi người châu Âu đến ước tính khoảng 300.000, đã bị giảm hầu như do các bệnh của người Tây Ban Nha mang đến.)
Peter Burnett, người đứng đầu chính quyền California tuyên bố rằng California từng là một chiến trường giữa các chủng tộc và chỉ có 2 lựa chọn đối với những người da đỏ bản địa hoặc là chết hoặc là phải rời khỏi. California, ngoài việc hợp thức hóa chế độ nô lệ đối với người Mỹ bản địa cũng phải trực tiếp chi trả 25.000 USD tiền cho việc buôn đi bán lại người bản địa với các giá khác nhau đối với đàn ông, phụ nữ trưởng thành và độ tuổi của trẻ em. California cùng với nhóm các bang mới phía Tây đã đứng về một phe đối lập trong việc phê chuẩn 18 điều ước được ký giữa lãnh đạo các bộ tộc và đại diện liên bang năm 1851.

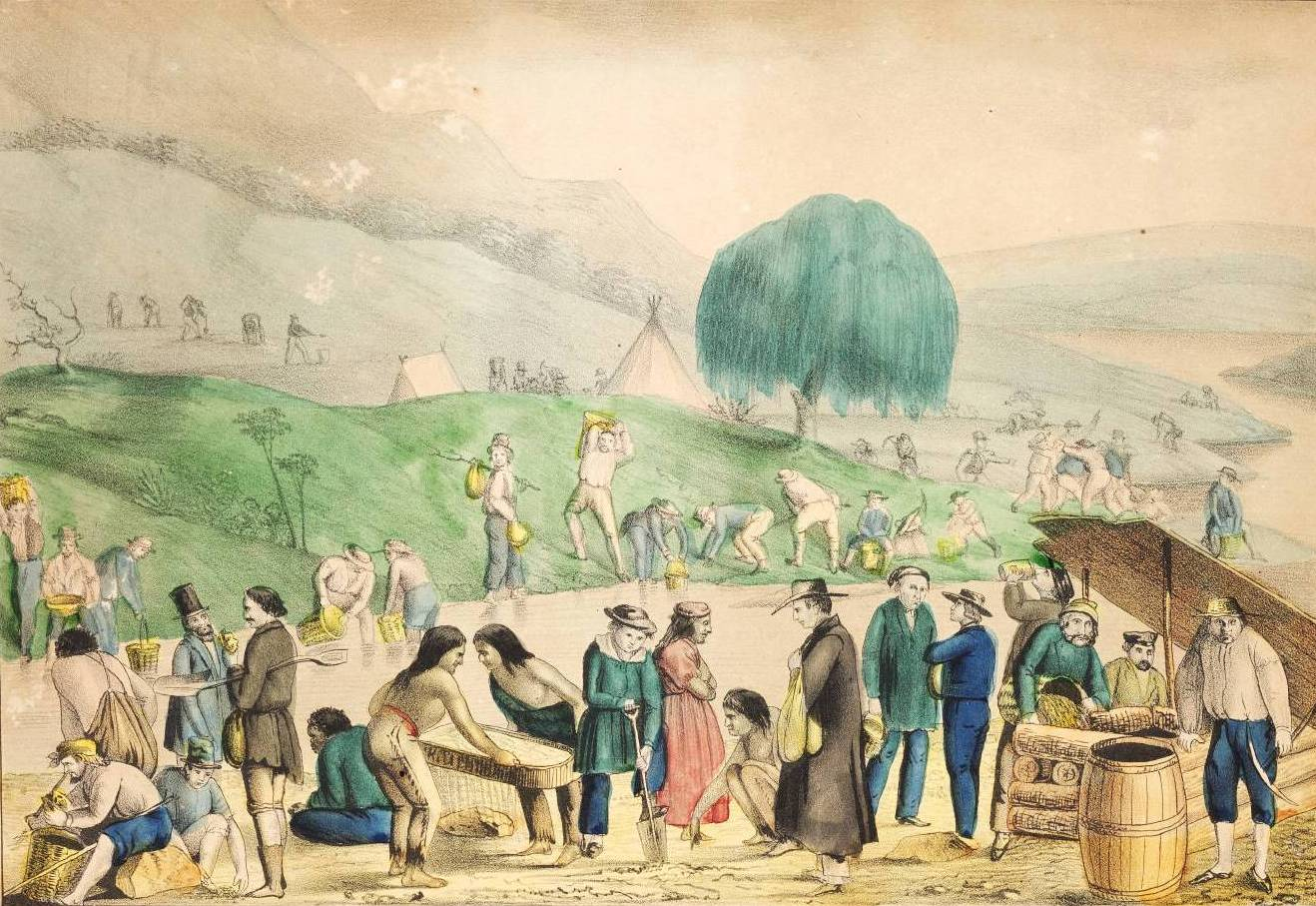
Bức tranh được sáng tác vào khoảng 1849-1852 miêu tả những người da trắng, da đỏ và da đen tham gia tìm vàng.

Sau khi cuộc bùng nổ đầu tiên kết thúc, các cuộc tấn công người nước ngoài và phân biệt chủng tộc, các luật, và trưng thu thuế đã đuổi những người nước ngoài ra khỏi các mỏ đặc biệt là người di cư Trung Quốc, Mỹ Latin hầu hết đến từ Sonora, Mexico và Chile.
Tỷ lệ tử vong của những người Mỹ nhập cư có thể rất cao: một phần 12 người forty-niners chết, cũng như tỷ lệ tử vong và tội phạm trong suốt Cơn sốt vàng dặc biệt cao, đây là kết quả của việc trả thù lẫn nhau giữa những người đào vàng.

### Kích thích kinh tế thế giới
Cơn sốt vàng đã kích thích các nền kinh tế trên khắp thế giới. Các nông dân ở Chile, Úc, và Hawaii đã tìm kiếm được một thị trường lớn mới để cung cấp các thực phẩm của họ; các hàng hóa sản xuất từ Anh có nhu cầu tiêu thụ cao; quần áo và thậm chí là nhà làm sẵn cũng đến từ Trung Quốc. Dòng (tiền) vàng lớn thu được từ việc bán hàng đến California của các quốc gia trên đã làm tăng các chi phí và kích thích đầu tư và tạo công ăn việc làm trên khắp thế giới. Người tìm vàng Úc Edward Hargraves ghi nhận sự tương đồng giữa địa lý California và quốc gia quê hương ông, nên ông đã trở về Úc để phát hiện ra vàng và gây nên Cơn sốt vàng Úc.
Chỉ trong vòng vài năm sau khi kết thúc Cơn sốt vàng, năm 1863, lễ động thổ cho nhánh phía tây của đường sắt xuyên lục địa đầu tiên (First Transcontinental Railroad) đã được tổ chức ở Sacramento. Tuyến đường sắt này được hoàn thành khoảng 6 năm sau đó từ một phần chi phí của Cơn sốt vàng, đã kết nối California với miền trung và đông Hoa Kỳ, rút ngắn thời gian đi lại từ vài tuần hoặc thậm chí vài tháng xuống còn vài ngày so với trước đó.

## Ảnh hưởng lâu dài
Tên gọi California không thể bị lãng quên với tên gọi Cơn sốt vàng, và thành công nhanh chóng trong thế giới mới nổi tiếng với cách gọi "giấc mơ California." California được xem là nơi cho những người khởi nghiệp, nơi mà sự giàu có chỉ dành cho những người làm việc cật lực và may mắn. Nhà sử học H. W. Brands viết rằng trong những năm sau Cơn sốt vàng, Giấc mơ California đã lan rộng trên toàn quốc:
| “ | "Giấc mơ Mỹ xa xưa... là giấc mơ của những người Puritan, của "Richard Nghèo" của Benjamin Franklin... của những người đàn ông và đàn bà mong muốn tích lũy từng chút tài sản hết năm này qua năm khác. Giấc mơ mới là giấc mơ làm giàu nhanh chóng trong nháy mắt bằng sự táo bạo và vận may. Giấc mơ vàng này... đã trở thành một phần nổi bật của tâm lý Mỹ chỉ sau Sutter's Mill."[130] | ” |

Con dấu của California

Overnight California đã đạt được danh tiếng là "bang vàng". Các thế hệ nhập cư được thu hút từ California Dream. Các nhà nông California, khoan dầu, movie makers, sản xuất máy bay, và "dot-com" entrepreneurs đã từng có thời kỳ bùng nổ hoạt động của họ trong vài thập kỷ sau Cơn sốt vàng.
Lịch sử văn học về Cơn sốt vàng được phản ảnh qua các tác phẩm của Mark Twain (The Celebrated Jumping Frog of Calaveras County), Bret Harte (A Millionaire of Rough-and-Ready), Joaquin Miller (Life Amongst the Modocs), và một số tác phẩm khác.
Trong số những di sản hiện đại của Cơn sốt vàng California là khẩu hiệu của bang California, "Eureka" ("tôi đã tìm ra nó"), những hình ảnh về Cơn sốt vàng trên con dấu của bang California, và tên gọi khác của bang này, "The Golden State", cũng như một số địa danh như Quận Placer (Placer có nghĩa là sa khoáng, một dạng tồn tại của vàng ở đây), Rough and Ready, Placerville (tên trước đây là "Dry Diggings" và sau đó đổi thành "Hangtown" trong suốt thời gian diễn ra cơn sốt vàng), Whiskeytown, Drytown, Angels Camp, Happy Camp, và Sawyers Bar. The San Francisco 49ers National Football League team, and the similarly named athletic teams of California State University, Long Beach, are named for the prospectors of the California Gold Rush.
Ngày nay, tuyến đường State Route 49 đi qua chân đồi Sierra Nevada, nối một số thị trấn của thời kỳ Cơn sốt vàng như Placerville, Auburn, Grass Valley, Nevada City, Coloma, Jackson, và Sonora. Tuyến cao tốc này cũng đi qua rất gần Columbia State Historic Park, một khu vực được bảo vệ bao gồm khu thương mại mang tính lịch sử của thị trấn Columbia; công viên này lưu giữ một số tòa nhà thời kỳ Cơn sốt vàng, hiện được khai thác phục vụ du lịch.

## Địa chất

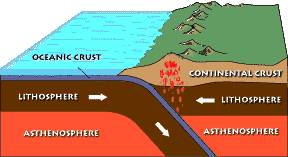
Magma chứa vàng dâng lên sau khi bị hút chìm dưới lớp vỏ lục địa.

Các hoạt động địa chất diễn ra hơn hàng trăm triệu năm tạo ra sự tập trung vàng ở California. Chỉ khi vàng được tập trung thì việc khai thác mới mang lại giá trị kinh tế.
Cách đây khoảng 400 triệu năm, California nằm ở đáy của một biển lớn; các núi lửa dưới đáy biển làm lắng đọng dung nham và các khoáng vật (gồm cả vàng) ở đáy biển. Cách đây 200 triệu năm, lực kiến tạo đã đẩy đáy biển xuống bên dưới mảng Bắc Mỹ. Khi nó bị nhấn chìm hay hút chìm bên dưới vị trí California ngày nay, đáy biển bị nóng chảy thành các khối mácma rất lớn. Khối mácma nóng này bị đẩy dâng lên bên dưới khu vực mà ngày nay là California, nó nguội dần khi dâng lên, và khi bị hóa rắn, các mạch vàng hình thành cùng với thạch anh. Các đá và khoáng vật này sau đó bị lộ ra trên bề mặt ở Sierra Nevada, và bị bóc mòn. Nước mang vàng bị lộ trên bề mặt xuống các dòng suối và lắng đọng trong các lớp cuội ở những vùng nước yên tĩnh dọc theo các bờ sông và suối. 49 người đầu tiên tập trung khai thác các loại vàng này, chúng được tích tụ trong các lớp cuội hàng trăm triệu năm do hoạt động địa chất.